# 유사 먹는샘물
유사 먹는샘물은 생수병에 담긴 병입수 형태의 물이지만, 지하수나 용천수에 소량의 첨가물을 넣어 혼합음료로 분류되어 먹는샘물에 대한 부담금을 회피하는 제품들이다. 안전상의 규제가 느슨하여 환경부에서 이에 대한 대책을 마련하기로 하였다. 대한민국에서는 여러 회사에서 유사 먹는샘물 제품을 생산하고 있다.